# Haava (Sõmerpalu)
Haava – wieś w Estonii, w prowincji Võru, w gminie Sõmerpalu.